# ألتو بيلا فيستا
ألتو بيلا فيستا بلدية في ولاية سانتا كاتارينا في المنطقة الجنوبية من البرازيل.